# Egy boltkóros naplója (film)
Az Egy boltkóros naplója (eredeti cím: Confessions of a Shopaholic) 2009-ben bemutatott amerikai romantikus filmvígjáték, amelyet P. J. Hogan rendezett, Jerry Bruckheimer produceri közreműködésével. A forgatókönyvet Tracey Jackson, Tim Firth és Kayla Alpert írta, Sophie Kinsella azonos című regényéből. A film zenéjét James Newton Howard szerezte. A főbb szerepekben Isla Fisher, Hugh Dancy és Joan Cusack látható. 
A Touchstone Pictures és a Jerry Bruckheimer Films gyártásában készült. 2009. február 13-án debütált az amerikai mozikban a Walt Disney Studios Motion Pictures forgalmazásában.

## Szereplők
| Szereplő                 | Színész             | Magyar hang        |
| ------------------------ | ------------------- | ------------------ |
| Rebecca Bloomwood        | Isla Fisher         | Major Melinda      |
| Luke Brandon             | Hugh Dancy          | Stohl András       |
| Suze                     | Krysten Ritter      | Németh Borbála     |
| Jane Bloomwood           | Joan Cusack         | Vándor Éva         |
| Graham Bloomwood         | John Goodman        | Koroknay Géza      |
| Edgar West               | John Lithgow        | Szacsvay László    |
| Alette Naylor            | Kristin Scott       | Kovács Nóra        |
| Ryan Koenig              | Fred Armisen        | Kassai Károly      |
| Alicia Billington        | Leslie Bibb         | Roatis Andrea      |
| Részeg nő a bálban       | Lynn Redgrave       | Kassai Ilona       |
| Derek Smeath             | Robert Stanton      | Kerekes József     |
| Hayley                   | Julie Hagerty       | Koffler Gizi       |
| Tarquin                  | Nick Cornish        | Markovics Tamás    |
| Miss Korch               | Wendie Malick       | Menszátor Magdolna |
| Miss Ptaszinski          | Clea Lewis          | Dögei Éva          |
| Allon                    | Stephen Guarino     | Kossuth Gábor      |
| Jan Virtanen             | Tuomas Hiltunen     | Szatmári Attila    |
| Ryuichi                  | Yoshiro Kono        | Szokol Péter       |
| D. Freak                 | John Salley         | Kiss Zoltán        |
| Joyce                    | Lennon Parham       | Németh Kriszta     |
| TV-show háziasszonya     | Christine Ebersole  | Szórádi Erika      |
| Russell                  | Michael Panes       | Pusztaszeri Kornél |
| Rendezvényszervező       | Kaitlin Hopkins     |                    |
| Claire                   | Katherine Sigismund |                    |
| Mr. Lewis                | Andy Serwer         | Csuha Lajos        |
| Hotdogárus               | Bill Corsair        | Varga Rókus        |
| Chad, a postai ügyintéző | Scott Evans         | Bozsó Péter        |
| Comintex vezérigazgató   | Jim Holmes          | Forgács Péter      |
| Garret E. Barton         | Ed Helms            | Rosta Sándor       |